# Culture du Nord-Pas-de-Calais
La culture du Nord-Pas-de-Calais est une composante de la culture française où se mêlent de multiples influences. La région fut de tout temps un carrefour de l'Europe, et a connu un grand brassage de population tant par les différentes guerres qu'elle a subies que par l'immigration qu'elle a suscitée.

## Une population d'origines multiples

### Histoire
Dès le VIe siècle, la région était le produit de diverses cultures : celtique par les différents peuples gaulois qui s'y étaient installés à l'époque du Tène, romaine depuis la guerre des Gaules de Jules César, et germanique par les Francs.
La Flandre et le Hainaut firent ensuite partie des Pays-Bas espagnols pendant plusieurs siècles, avant le rattachement à la France au XVIIe siècle. De cette époque date la tradition festive des géants du Nord, des kermesses, ducasses et carnavals.
Au XIXe siècle, la prospérité économique du Nord-Pas-de-Calais permet un essor sans précédent des Beaux-Arts.
Plus récemment, le Nord-Pas-de-Calais a connu de nouveaux métissages culturels avec la forte immigration polonaise dans la période de l'entre-deux guerres puis à partir des années 1960 quand l'industrie régionale fit appel à des travailleurs du Maghreb.

### Langues régionales

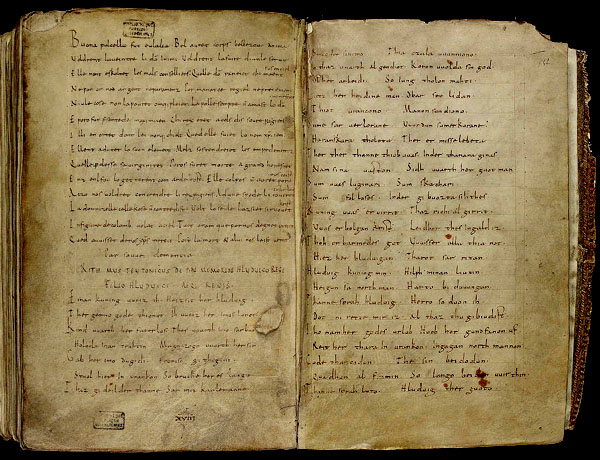
Deux des plus anciens textes en langue vulgaire sont issus de la région : le cantilène de sainte Eulalie et le Ludwigslied.

Historiquement, le Nord-Pas-de-Calais est à la frontière linguistique  entre langues romanes et langues germaniques, qui, issue des invasions franques, évolua au moins jusqu'au IXe siècle. 
La révolution française de 1789 associa pour la première fois l'idée de langue à celle de nation ; le français devient langue nationale et l'importance des langues régionales tend à diminuer.
On trouve deux langues régionales et un patois parlés dans la région Nord-Pas-de-Calais :
- Le picard, avec ses variantes locales comme le ch'ti ou ch'timi (Lille), ou le rouchi (dans le Valenciennois). C'est en référence à ce patois que les habitants du Nord-Pas-de-Calais sont parfois appelés Ch'tis
- le flamand occidental de France, dans une partie de la Flandre française, c'est-à-dire dans la partie du département du Nord correspondant à l'arrondissement de Dunkerque, de la Lys à la mer du Nord.
- le Patois dunkerquois spécifique à Dunkerque et les villes avoisinantes, mélange de français et de flamand, avec un accent spécifique.

### Religions
La religion dans le Nord-Pas-de-Calais a le statut commun à la religion en France, pays laïc depuis 1905. Les renseignements confessionnels ne sont pas recueillis lors des recensements, la collecte de ce genre de données personnelles étant interdite.
La mesure des pratiques religieuses effectuée par les sociologues s'appuie donc sur d'autres informations. Des sondages sont fréquemment commandés par divers organismes, mais sont à recevoir avec précaution. Les chiffres fournis par les Églises et organisations elles-mêmes sont également utilisés, non seulement pour le nombre de croyants qu'elles revendiquent, mais surtout pour les éléments indiquant les pratiques : régulières comme l'assistance à la messe ou le jeûne du Ramadan, ou autour des « rites de passage » tels que mariages et enterrements religieux. 
Ils montrent que dans le Nord-Pas-de-Calais, en dépit d'une déchristianisation observée dès le XIXe siècle, le catholicisme reste la confession dominante ;  l'enseignement privé, majoritairement catholique, scolarise 22,3 % des élèves. 
La pratique catholique demeurée importante peut surprendre dans une région qui fut un bastion du communisme ; cette cohabitation apaisée s'explique par la forte présence du christianisme social au XXe siècle, et celle du syndicalisme chrétien.
Le protestantisme, quasi disparu après la flambée de la Réforme et la crise iconoclaste, est réapparu au XIXe siècle. 
Le Nord-Pas-de-Calais regroupe 5 à 7 % des musulmans de France, soit 350 000 personnes. Cette implantation date du début des années 1960 avec le rapatriement de harkis après la guerre d'Algérie, et a été prolongée par le recrutement de travailleurs maghrébins par les houillères et les industries sidérurgiques et textiles dans les années 1980.
Les musulmans sont en moyenne 5 % dans le département du Nord, comme dans celui du Pas de Calais. La ville de Roubaix est un cas particulier, où près de 40 % de la population est musulmane.
Le nombre de personnes se déclarant sans religion s'accroit depuis les dernières décennies.

## Identité culturelle

### La valeur travail
La culture du Nord accorde une grande importance au travail. 
Pour l'historien Jean-Pierre Wytteman « l'héritage du Nord, c'est aussi la lutte des hommes contre la fatalité », dans une région qui a connu nombre d'épreuves.

### Fêtes, carnavals et géants
Le labeur, et sa dureté parfois, n'ont pas engendré mélancolie ou austérité mais au contraire un goût de la fête et de la convivialité .
D'après certains historiens, le carnaval de Dunkerque remonteraient au début du XVIIe siècle quand les armateurs offraient aux marins-pêcheurs, avant de partir pour 6 mois de pêche à la morue en Islande, un repas et une fête (la « Foye »), ainsi que la moitié de leur solde, laissant derrière eux femmes et enfants.
Dans le pays minier, les mineurs travaillaient double sans jour de repos pendant les « longues coupes », quinzaine précédant la Sainte Barbe, afin de fêter copieusement leur sainte patronne. Pour les sidérurgistes, c'est la Saint Éloi qui était chômée et fêtée par un banquet.

#### Saint-Nicolas
En Flandre française, en Hainaut français, en Artois et dans le Boulonnais, saint Nicolas défile dans les rues début décembre avec le Père Fouettard et les Géants locaux, distribuant des bonbons aux enfants. Certains de ces défilés réunissent plusieurs milliers de spectateurs chaque année.

Dans les années 1500, la fête de Saint-Nicolas à Dunkerque est ainsi décrite : 

« Le 5 décembre, veille de la fête de la Saint-Nicolas, le patron des enfants, les écoliers nommaient, parmi eux, un évêque. Toute la journée du 6 décembre, l'élu avait le titre et les immunités d'évêque des enfants. En cette qualité, il ordonnait tout ce qui concernait la fête générale des enfants de la ville. Afin d'y contribuer à sa manière, l'échevinage lui faisait délivrer deux kannes de vin soit : 6 litres. »

En date du 6 décembre 1519, les archives de la Commission historique du Nord nous disent : « Décembre 1519 - Étant le jour de la Saint-Nicolay présenté à l’évêque des écoliers, lequel a donc teint sa fête selon la coutume, deux kannes de vin à viij s. le pot, xxxij s. »
Dans la métropole lilloise, les enfants recevaient encore fréquemment des cadeaux à la Saint-Nicolas (et non pas à Noël) jusque dans les années 1970. Il était de coutume de jeter des œufs et de la farine dans les collèges, les lycées et les universités jusque dans les 1990, tradition qui perdure en Belgique.

### Cuisine
Les spécialités de la cuisine du Nord-Pas-de-Calais en grande partie héritées  du Comté de Flandre ; on retrouve également de par son histoire l'influence anglaise sur la Côte d'Opale, ou des plats d'origine polonaise dans le bassin minier.
Cette cuisine se caractérise entre autres par le goût des saveurs douces amères comme celles du chicon braisé, de la cuisine à la bière ou de la chicorée à café. Entre terre et mer, ses produits de base sont le hareng, le lapin, le chicon, la pomme de terre et la bière. C'est historiquement une cuisine au beurre, ou au saindoux, même si de nos jours l'huile est aussi fréquemment utilisée.

### Sports et jeux
Les combats de coqs font partie des traditions régionales. Il y a dans le Nord et le Pas-de-Calais une vingtaine de gallodromes où s'oganisent 9.000 combats de coqs par an.

## Beaux-arts

### Architecture
Le  Nord et le Pas-de-Calais  recèlent de nombreux  monuments témoignant de toutes les périodes de leur histoire. Les plus connus sont probablement les beffrois, mais les sites romains tel celui de Bavai ou l'architecture de l'ère industrielle sont également notables.
Au 31 juillet 2016, le Nord compte 788 protections au titre des monuments historiques et le Pas-de-Calais 682.

## Valorisation

### Musées
La région connaît au XXIe siècle un renouveau culturel  soutenu tant au niveau européen que local, donnant lieu à des initiatives telles que Louvre-Lens, ou à Valenciennes le PhéniX, symbole de renaissance.

### Culture populaire

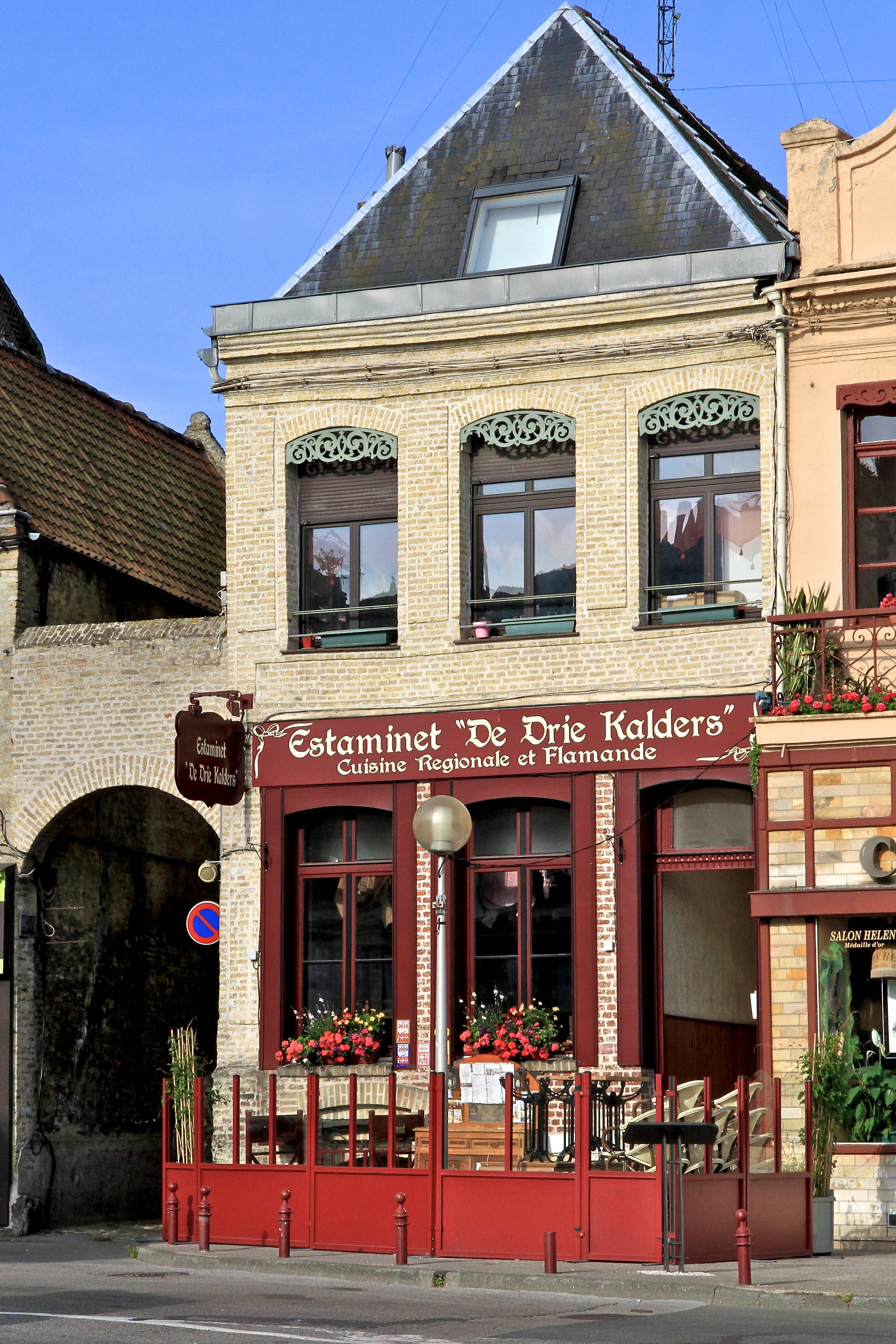
Estaminet à Saint-Omer

En 2008, le film Bienvenue chez les Ch'tis connaît un succès inattendu en mettant en avant la culture populaire du Nord-Pas-de-Calais.
Selon un sondage réalisé par TNS Sofres début 2011, à la question « Qui incarne le mieux la région [Nord-Pas-de-Calais] ? », 68 % des sondés ont répondu Dany Boon.
Si les Ch'tis ont popularisé le maroilles et les baraques à frites, la cuisine du Nord-Pas-de-Calais reste largement méconnue dans la gastronomie française, même si certains produits comme le genièvre de Houlle ou les bêtises de Cambrai ont été classés dans les Trésors gourmands de la France. 
Quelques grands chefs la mettent cependant en valeur. Ghislaine Arabian obtint ainsi deux étoiles au Guide Michelin, à Lille, avec une carte consacrée à la cuisine à la bière et  propose désormais la cuisine régionale à Paris. À Busnes, la cuisine à base de produits régionaux de Marc Meurin lui vaut également deux macarons. 

## Sources